# Bubalus arnee
Il bufalo d'acqua selvatico (Bubalus arnee), anche noto come bufalo asiatico o bufalo asiatico selvatico, è una specie di bovino di grandi dimensioni originario del subcontinente indiano e del Sud-est asiatico. 
La specie è elencata come in pericolo d'estinzione nella Lista Rossa IUCN, dal 1986, poiché la popolazione rimanente ammonta a meno di 4.000 esemplari. Purtroppo, si prevede un calo della popolazione di almeno il 50% nelle ultime tre generazioni (24-30 anni). La popolazione mondiale è stimata a 3.400 individui, di cui 3.100 (91%) vivono in India, per lo più nell'Assam. Il bufalo d'acqua selvatico è il possibile antenato del bufalo d'acqua domestico (Bubalus bubalis).

## Tassonomia
Bos arnee era il nome scientifico proposto da Robert Kerr nel 1792 per descrivere un cranio con corna di un esemplare zoologico di bufalo dal Bengala, nell'India settentrionale. Il nome Bubalus arnee fu proposto da Charles Hamilton Smith, nel 1827, che introdusse il nome generico Bubalus per i bovidi con teste grandi, fronti strette di forma convessa, corna piatte piegate lateralmente, orecchie a forma di imbuto, piccole giogaie e code sottili. Successivi autori subordinarono il bufalo d'acqua selvatico ai generi Bos, Bubalus o Buffelus, in base ai loro studi.
Nel 2003, la Commissione internazionale di nomenclatura zoologica inserì Bubalus arnee nell'Elenco Ufficiale dei Nomi Specifici in Zoologia, riconoscendo la validità di questo nome per una specie selvatica. La maggior parte degli autori ha adottato il binome Bubalus arnee per il bufalo d'acqua selvatico come valido per il taxon.
Sono disponibili solo poche sequenze di DNA da popolazioni di bufali d'acqua selvatici. Le popolazioni selvatiche sono considerate l'antenato del moderno bufalo d'acqua domestico, ma la variazione genetica all'interno della specie non è chiara, così come la loro parentela con i bufali domestici e il carabao.

## Descrizione

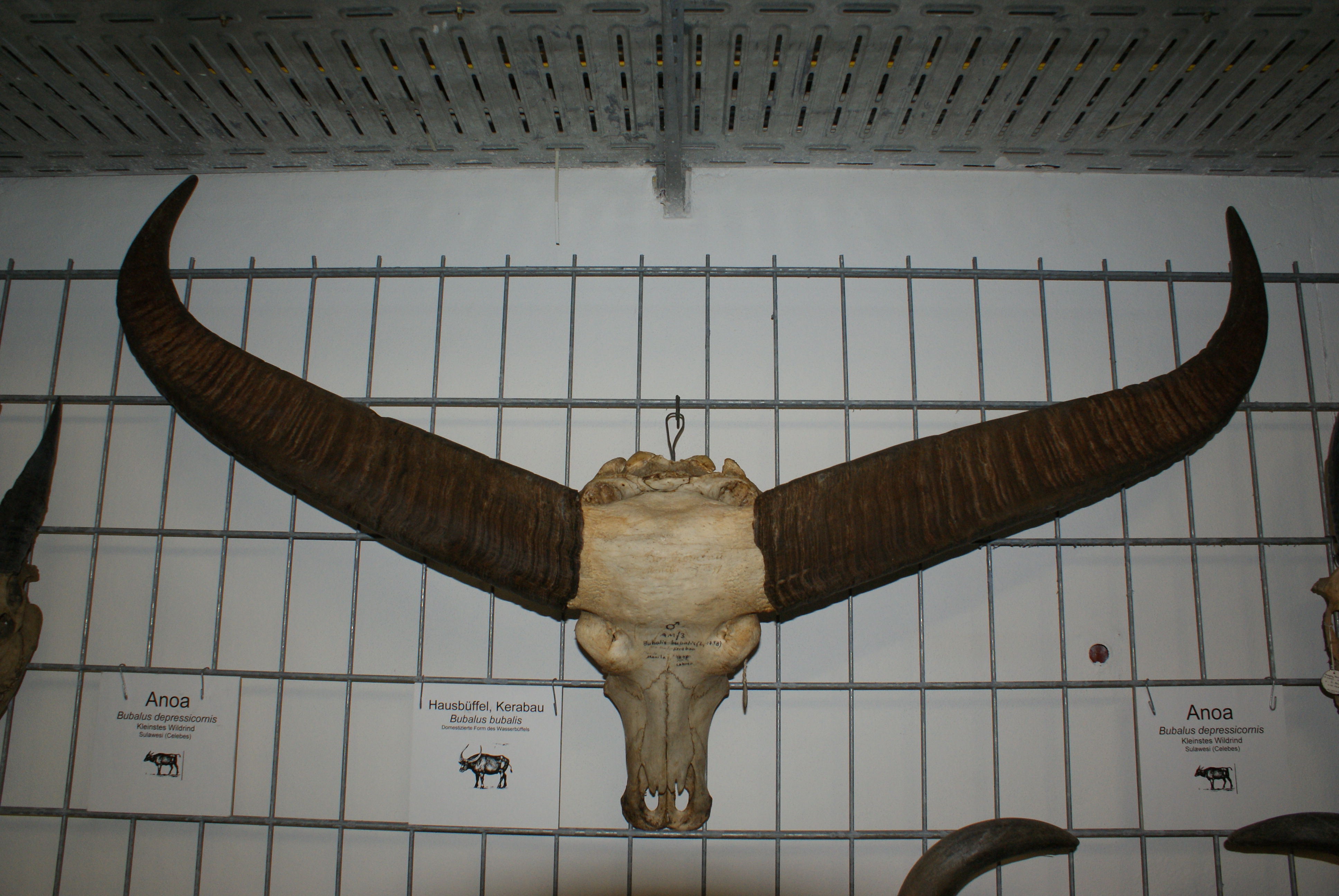
Cranio di bufalo d'acqua selvatico, al Bavarian State Collection of Zoology

Il bufalo d'acqua selvatico presenta un mantello color grigio cenere o nero. I peli moderatamente lunghi, ruvidi e radi sono orientati in avanti dalle anche alla testa lunga e stretta. La fronte presentano un ciuffo distintivo e le orecchie sono relativamente piccole. La punta della coda è folta; gli zoccoli sono grandi e divaricati.
Un animale adulto può raggiungere una lunghezza di 2,40-3 metri, esclusa la coda che da sola può raggiungere i 60-100 centimetri, e un'altezza al garrese di 1,50-1,90 metri. Entrambi i sessi presentano grandi corna ricurve, più spesse alla base che possono raggiungere i 2 metri di distanza lungo i bordi esterni, superando in dimensioni le corna di qualsiasi altro bovino vivente. È più grande e più pesante del bufalo d'acqua domestico, e può raggiungere un peso di 600-1.200 kg. Il peso medio di tre bufali d'acqua selvatici in cattività era di 900 kg. È tra le specie di bovini selvatici più pesanti, superato solamente dal gaur.

## Distribuzione e habitat

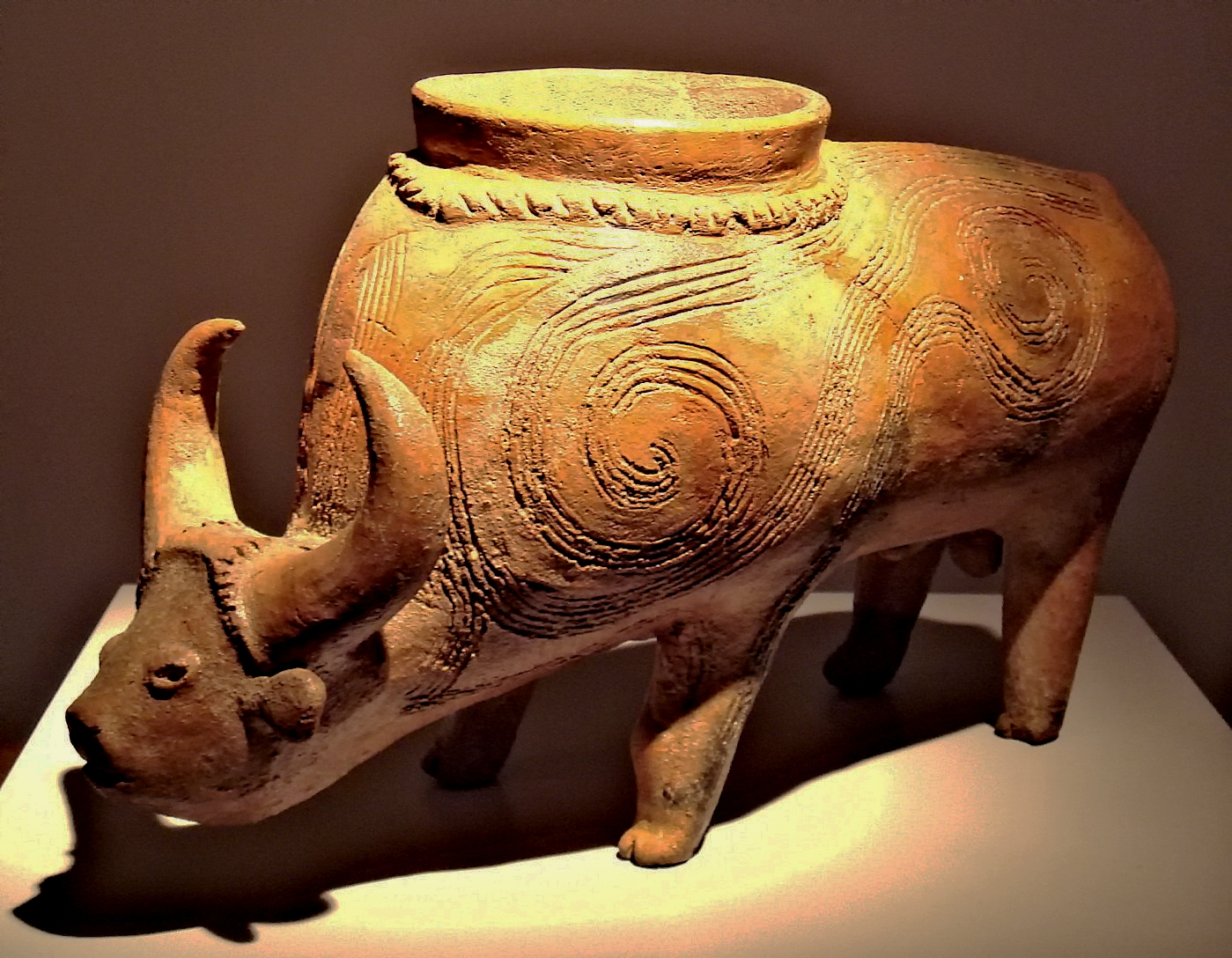
Scultura di un bufalo d'acqua, Lopburi, Thailandia, 2300 a.C

Il bufalo d'acqua selvatico si può trovare in India, Nepal, Bhutan, Thailandia e Cambogia, con una popolazione non confermata in Myanmar. È stato estirpato in Bangladesh, Laos, Vietnam e Sri Lanka. Gli habitat preferiti da questa specie sono le praterie umide, paludi, pianure alluvionali e valli fluviali densamente vegetate.
In India, è in gran parte limitato all'interno e intorno ai parchi nazionali di Kaziranga, Manas e Dibru-Saikhowa, al Laokhowa Wildlife Sanctuary e al Bura Chapori Wildlife Sanctuary e in alcune sacche sparse nell'Assam; e dentro e intorno al D'Ering Memorial Wildlife Sanctuary nell'Arunachal Pradesh. Una piccola popolazione sopravvive nel Parco nazionale di Balphakram a Meghalaya, e nel Chhattisgarh nel Parco nazionale di Indravati e nel Santuario della fauna selvatica di Udanti. Questa popolazione potrebbe estendersi nelle parti adiacenti dell'Orissa. All'inizio degli anni '90, si contavano ancora circa 3.300-3.500 bufali d'acqua selvatici nell'Assam e negli stati adiacenti dell'India nord-orientale. Nel 1997, il loro numero è stato stimato a meno di 1.500 individui adulti.
Si pensa che molte popolazioni sopravvissute si siano incrociate con bufali d'acqua domestici rinselvatichiti. Alla fine degli anni '80, nel Madhya Pradesh erano rimasti meno di 100 bufali d'acqua selvatici. Si stima che nel 1992 solo 50 animali fossero sopravvissuti lì.
L'unica popolazione del Nepal vive nella Riserva naturale Koshi Tappu ed è cresciuta da 63 individui nel 1976 a 219 nel 2009. Nella primavera del 2016, la popolazione era stimata a 433 individui, di cui 180 femmine adulte e 114 maschi adulti. Nel 2016, 18 individui sono stati trasferiti dalla Riserva naturale Koshi Tappu al Parco nazionale di Chitwan.
Dentro e intorno al Royal Manas National Park del Bhutan si trova un piccolo gruppo di bufali d'acqua selvatici. Questo fa parte della sottopopolazione che si trova nel Parco Nazionale di Manas, in India. Nel Myanmar, alcuni animali vivono nel Santuario della fauna selvatica della valle di Hukaung.
In Thailandia, sono stati segnalati piccoli branchi di meno di 40 individui. Una popolazione di 25-60 individui abitava le aree di pianura del Huai Kha Khaeng Wildlife Sanctuary tra il dicembre 1999 e l'aprile 2001. Questa popolazione non è cresciuta in modo significativo in 15 anni e forse si sta incrociando con i bufali d'acqua domestici.
La popolazione della Cambogia è confinata in una piccola area delle province più orientali di Mondulkiri e forse Ratanakiri. Ne rimangono solo poche decine di individui.
Si pensa che i bufali d'acqua selvatici in Sri Lanka siano discendenti del bufalo d'acqua domestico introdotto. È improbabile che oggi rimangano dei veri bufali d'acqua selvatici sull'isola.
Le popolazioni selvatiche che si trovano altrove in Asia, Australia, Argentina e Bolivia sono bufali d'acqua domestici rinselvatichiti.

## Ecologia e comportamento

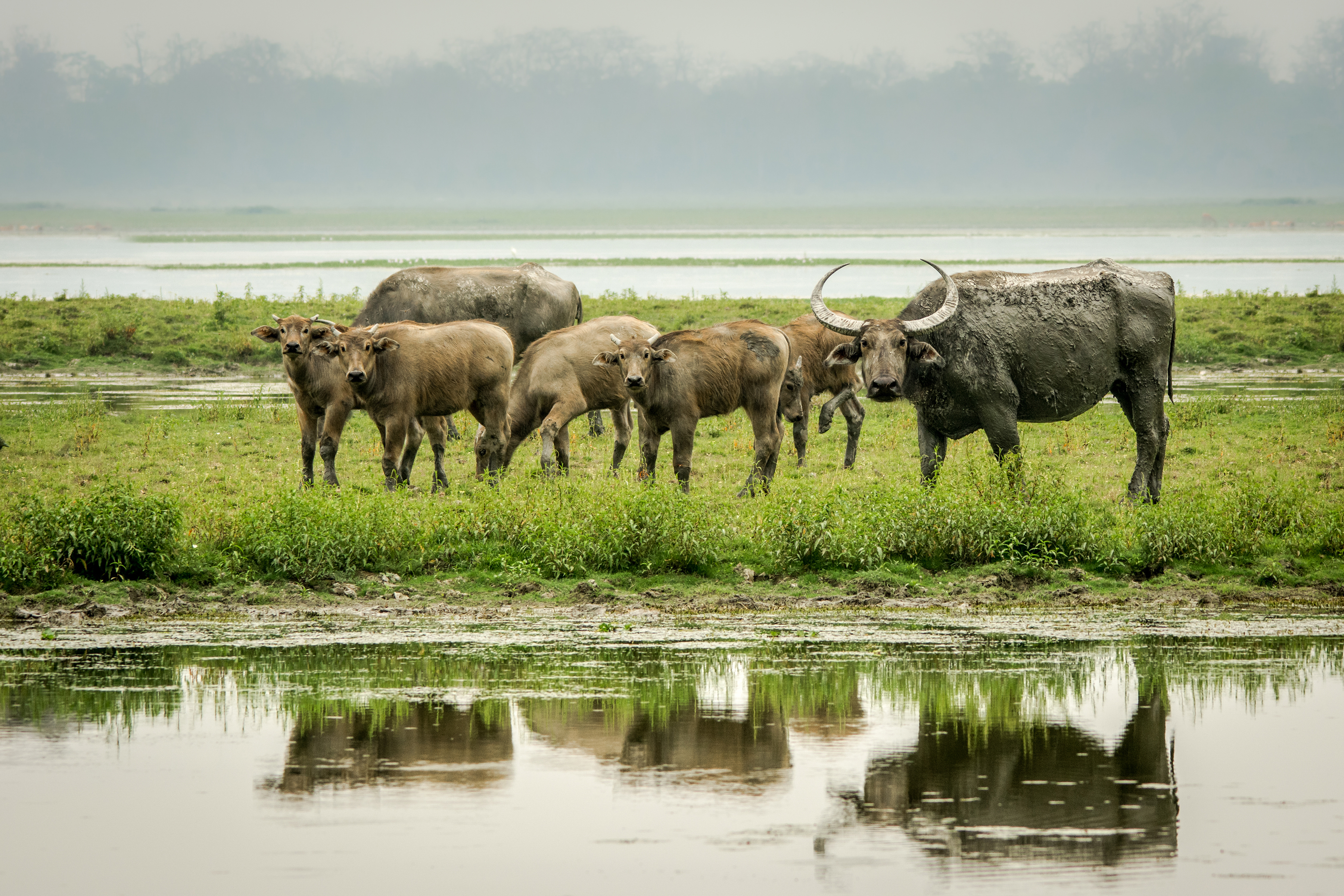
Una mandria di bufali d'acqua selvatici nel parco nazionale di Kaziranga, Assam

I bufali d'acqua selvatici sono attivi sia nelle ore diurne che in quelle notturne. Le femmine adulte e i loro piccoli formano clan stabili di un massimo di 30 individui, che coprono un territorio da 170 a 1.000 ettari (da 0,66 a 3,86 miglia quadrate), comprese aree per riposare, pascolare, sguazzare e bere. I clan sono guidati dalle femmine più anziane, anche quando i maschi accompagnano il gruppo. Quando diversi clan si riuniscono possono formare mandrie da 30 a 500 animali che si radunano nelle aree di riposo. I maschi adulti formano gruppi di scapoli che possono contare fino a 10 individui. I maschi più anziani tendono ad essere più solitari e trascorrono la stagione secca separatamente dai clan delle femmine. Si riproducono stagionalmente nella maggior parte del loro areale, in genere in ottobre e novembre. Tuttavia, alcune popolazioni si riproducono tutto l'anno. I maschi dominanti si accoppiano con le femmine di un clan che successivamente li scacciano. Il loro periodo di gestazione va da 10 a 11 mesi, con un intervallo tra le nascite di un anno. Di solito danno alla luce un solo vitellino, sebbene siano possibili i gemelli. I giovani raggiungono la maturità sessuale ai 18 mesi per i maschi e ai tre anni per le femmine. La durata massima della vita conosciuta è di 25 anni in natura. Nell'Assam, le dimensioni delle mandrie variano da 3 a 30 individui.
Sono pascolatori generalisti, nutrendosi principalmente di graminoidi quando disponibili, come l'erba delle Bermuda e i carici di Cyperus, ma si nutrono anche di altre erbe, frutti e cortecce, oltre a brucare dagli alberi e arbusti. Si nutrono anche di colture, tra cui riso, canna da zucchero e iuta, causando talvolta notevoli danni alle coltivazioni.
Le loro dimensioni da sole li proteggono dalla maggior parte dei predatori, e gli esemplari adulti vengono predati soltanto dalle tigri e i coccodrilli palustri, tuttavia in un combattimento frontale la stazza enorme e le corna grandi e affilate del bufalo gli permettono di difendersi con successo e in alcuni casi addirittura uccidere qualsiasi predatore. Anche gli orsi neri asiatici e i leopardi sono noti per predare questi animali, soprattutto gli esemplari giovani.

## Conservazione
Il bufalo d'acqua selvatico è incluso nell'Appendice III della CITES ed è legalmente protetto in Bhutan, India, Nepal e Thailandia.
Nel 2017, 15 bufali d'acqua selvatici sono stati reintrodotti nel Parco nazionale di Chitwan in Nepal, per stabilire una seconda sottopopolazione nel paese.

### Minacce
Una riduzione della popolazione di almeno il 50% nelle ultime tre generazioni sembra probabile data la gravità delle minacce, in particolare l'ibridazione; si prevede che questa tendenza della popolazione continuerà nel futuro. Le minacce più importanti sono:
- l'incrocio con i bufali d'acqua domestici all'interno e intorno alle aree protette;
- caccia, soprattutto in Thailandia, Cambogia e Myanmar;
- perdita dell'habitat nelle aree di pianura alluvionale a causa della conversione all'agricoltura e allo sviluppo dell'energia idroelettrica;
- degrado delle zone umide a causa di specie invasive, quali steli volubili e liane;
- malattie e parassiti trasmessi dal bestiame domestico;
- competizione interspecifica per cibo e acqua tra i bufali d'acqua selvatici e il bestiame;